# Saskia Bellahn
Saskia Bellahn (* 1975 als Saskia von Düring-Weckler), auch bekannt als Saskia Weckler, ist eine deutsche Synchron- und Hörspielsprecherin.

## Leben und Wirken
Saskia Bellahn ist die Tochter von Michael Weckler. Bereits mit neun Jahren begann Bellahn unter dem Namen Saskia Weckler mit der Filmsynchronisation. So war sie unter anderem in der TV-Serie Der kleine Vampir (1985) die deutsche Stimme von „Anna von Schlotterstein“ (Marsha Moreau), von „Laura Ingalls Wilder“ (Melissa Gilbert) in der TV-Serie Unsere kleine Farm und in der japanischen Zeichentrickserie Mila Superstar die deutsche Stimme der „Akizuki“. In der Fernsehserie 24 sprach sie „Kim Bauer“ (Elisha Cuthbert).
Ab 1987 wirkte Saskia Bellahn auch in zahlreichen Hörspielen mit. So sprach sie in diesem Genre zum Beispiel die Hörrollen „Claudia Emm“ in TKKG (Folge 141) und „Layla“ in der Reihe Die drei ??? (Folge 129: SMS aus dem Grab) und die „Shelley“ in der Serie DiE DR3i (Folge: Hotel Luxury End). 2009 war sie als „Ally“ in der Serie Emmas Chatroom zu hören. 2015 war sie als „Nio Hashiri“ in Akuma no Riddle und als „Mirai Kuriyama“ in Kyōkai no Kanata – Beyond the Boundary zwei Hauptfiguren in Animeserien zu hören. 2017 sprach sie „Mary Saotome“ in Kakegurui. In den Anime Naruto, Naruto Shippuden und Boruto: Naruto Next Generations leiht sie dem Charakter Tenten ihre Stimme.